# Claire Lejeune (femme politique)
Pour la poétesse belge, voir Claire Lejeune. Pour les autres personnalités portant ce patronyme, voir Lejeune.
Claire Morgane Lejeune, née à Juvisy-sur-Orge (Essonne) le 7 septembre 1994, est une femme politique française.
Militante écologiste, elle est une figure des marches pour le climat organisées à partir de 2018 et est élue députée de la septième circonscription de l'Essonne en juillet 2024 sous l'étiquette La France insoumise.

## Biographie

### Jeunesse et études
Claire Lejeune est la fille d'une mère « le plus souvent au foyer » et d'un père ouvrier électricien. Elle indique avoir « grandi dans un mélange de quartiers populaire et pavillonnaire, typique de la banlieue parisienne en première ligne face à la dégradation des services publics ».
Sa famille maternelle est d'origine britannique et elle possède la double nationalité franco-britannique.
Claire Lejeune suit ses études secondaires au lycée Henri-IV. Elle intègre l'École normale supérieure de Lyon en 2016 (section Lettres),. En 2017, elle rejoint l'Institut d'études politiques de Paris et soutient un mémoire de master de philosophie sur le rapport entre écologie politique et système capitaliste. Elle commence un doctorat au Centre d'études européennes de Sciences Po en 2021.

### Parcours politique
Elle se politise avec la crise migratoire syrienne et rejoint Europe Écologie Les Verts (EÉLV) en 2017. Le maire écologiste de Grande-Synthe Damien Carême devient pour elle un mentor. Claire Lejeune est co-secrétaire fédérale des Jeunes Écologistes entre 2019 et 2020. Elle s'investit notamment dans les marches pour le climat.
En 2020, elle se présente en deuxième position aux élections municipales de Morsang-sur-Orge, sur une liste conduite par Patrick Bardon, en opposition avec la liste sortante communiste de Marie-Claire Arasa. Cette division conduit à la défaite de la gauche, aux commandes de la ville depuis la Libération,.
Au sein du parti écologiste, elle défend une « écologie de rupture », l'amenant à soutenir Éric Piolle au premier tour de la primaire de l'écologie de 2021, puis Sandrine Rousseau au second tour.
Début 2022, elle claque la porte d'EÉLV et rejoint l'Union populaire et la campagne de Jean-Luc Mélenchon, ce qu'elle explique par sa volonté de rejoindre une gauche « qui rompt avec le capitalisme et le tout marché ». Elle devient ensuite candidate LFI dans la 7e circonscription de l'Essonne en 2022 face à Robin Reda, et est battue de peu par le député sortant et ancien maire de Juvisy-sur-Orge.
En 2023, elle est chroniqueuse dans l'émission Backseat.
Elle est élue députée La France insoumise de la septième circonscription de l'Essonne en juillet 2024 avec 44,31 % des voix au second tour, lors d'une triangulaire face au député sortant Renaissance Robin Reda et la candidate Rassemblement national Audrey Guibert,.
Elle est également co-responsable du département de planification écologique de l'Institut La Boétie soutenu par La France insoumise.

## Détail des fonctions et mandats

### Mandats électifs
- Depuis le 7 juillet 2024 : députée de la 7e circonscription de l'Essonne, pour La France insoumise.

## Résultats électoraux

### Élections législatives
| Année | Parti | Parti | Circonscription | 1er tour | 1er tour | 1er tour | 2d tour | 2d tour | 2d tour |
| Année | Parti | Parti | Circonscription | Voix     | %        | Rang     | Voix    | %       | Issue   |
| ----- | ----- | ----- | --------------- | -------- | -------- | -------- | ------- | ------- | ------- |
| 2022  |       | LFI   | 7e de l'Essonne | 11 299   | 35,03    | 1re      | 15 721  | 49,66   | Battue  |
| 2024  |       | LFI   | 7e de l'Essonne | 19 012   | 40,83    | 1re      | 20 780  | 44,31   | Élue    |